# Buron
Buron – miejscowość we Francji, położona ok. 6 km na północny zachód od Caen, w departamencie Calvados, w regionie Normandia. Graniczy z miejscowościami Cairon, Rosel i Saint-Contest.

## Historia
Buron było miejscem dwóch stoczenia bitew w czasie II wojny światowej, pierwszej 7 czerwca 1944 r. na początku bitwy o Normandię, a drugiej 8 lipca 1944 r. podczas operacji Charnwood, kiedy Pułk Highland Light Infantry of Canada wyzwolił miejscowość z okupujących je elementów 12 Dywizji Pancernej SS. W wyniku walk Buron zostało prawie całkowicie zniszczone.